# Manuel Cabeza Calahorra
Manuel Cabeza Calahorra (Saragossa, 5 de desembre de 1912 - 23 de maig de 1998) fou un militar espanyol, primer director de l'Escola Superior de l'Exèrcit i Capità general de la V Regió Militar durant la transició espanyola.
Va ingressar a l'Acadèmia General Militar en 1929, i en 1933 va ascendir a tinent d'enginyers. Quan es produí el cop d'estat del 18 de juliol de 1936 era destinat al Regiment de Pontoners i es va unir als revoltats, lluitant als fronts d'Aragó, Extremadura i Catalunya. En 1940 fou nomenat professor de l'Acadèmia Especial d'Enginyers situada a Burgos, en 1942 es va diplomar en Estat Major i en 1943 va ascendir a comandant d'enginyers. En 1952 ascendí a tinent coronel i en 1964 a coronel, moment en què fou designat director de l'Acadèmia d'Enginyers a Burgos. En 1969 fou ascendit a general de brigada, i fou nomenat cap de l'Estat Major de Canàries i professor principal de l'Escola Superior de l'Exèrcit.
En 1973 fou ascendit a general de divisió i nomenat Inspector de l'Àrea d'Enginyers de l'Exèrcit de 1974 a 1976. En 1976 fou nomenat director de l'Escola Superior de l'Exèrcit, càrrec que deixà en setembre de 1977 quan fou ascendit a tinent general i nomenat Capità general de la V Regió Militar, càrrec que deixà en desembre de 1978 en complir l'edat reglamentària. Des d'aleshores va publicar articles a mitjans ultradretans com El Imparcial i El Alcázar. Fou l'advocat defensor en el consell de guerra contra Jaime Milans del Bosch y Ussía.
En 1983 va rebre el primer premi atorgat per la Revista Ejército de Tierra Español pel seu article "La Socialización Militar".

## Obres
- La ideología militar hoy (1972)